# 4099 Wiggins
4099 Wiggins је астероид главног астероидног појаса са средњом удаљеношћу од Сунца која износи 2,571 астрономских јединица (АЈ).
Апсолутна магнитуда астероида је 12,8.